# Grete Weikert
Pour les articles homonymes, voir Weikert.
Grete Weikert, née le 25 septembre 1914 à Budapest, est une skieuse alpine autrichienne.

## Palmarès

### Jeux olympiques
| Épreuve / Édition              | Combiné |
| ------------------------------ | ------- |
| JO 1936 Garmisch-Partenkirchen | 18e     |

### Championnats du monde
| Épreuve / Édition       | Descente | Slalom | Combiné |
| ----------------------- | -------- | ------ | ------- |
| Mondiaux 1935 Mürren    | 22e      | 15e    | 17e     |
| Mondiaux 1936 Innsbruck | 15e      | Bronze | 11e     |

### Arlberg-Kandahar
- Meilleur résultat : 2e place du slalom 1936 à Sankt Anton